# Lucy Durack
Lucy Durack es una actriz australiana, conocida por sus participaciones en teatro.

## Biografía
Lucy se graduó de la prestigiosa escuela australiana Western Australian Academy of Performing Arts "WAAPA", con un bachillerato en artes (teatro musical).
Es muy buena amiga de la actriz Penny McNamee.
El 5 de abril de 2014 se casó con el coreógrafo Christopher Horsey, el 11 de junio de 2015 la pareja le dio la bienvenida a su primera bebé, Polly Gladys Horsey.

## Carrera
En 2006 interpretó a dos personajes distintos en la serie Headland primero a Vicki Myer durante el episodio 28 de la primera temporada y a Cassie Bennett durante el episodio 55 de la primera temporada.
En el 2012 se unió al elenco de la obra de teatro australiana Legally Blonde: The Musical donde interpretó a Elle Woods. 

## Filmografía

### Series de televisión
| Año             | Título             | Personaje      | Notas                         |
| --------------- | ------------------ | -------------- | ----------------------------- |
| 2018 - presente | Lift               | -              | -                             |
| 2016 - presente | Doctor Doctor      | Tugger         | 9 episodios                   |
| 2017            | Sisters            | Roxy Karibas   | 7 episodios                   |
| 2017            | The Letdown        | Sophie         | 6 episodios                   |
| 2016            | Upper Middle Bogan | Michelle       | ep. "New Kids on the Block"   |
| 2014            | The Moodys         | Nicola         | episodio "Vote 1 Terry Moody" |
| 2009            | Rush               | Fiona          | episodio # 2.12               |
| 2006            | Headland           | Vicki Myer     | episodio # 1.28               |
| 2005            | All Saints         | Emma Christian | episodio "Funny Games"        |

### Películas
| Año  | Título  | Personaje | Notas |
| ---- | ------- | --------- | --- |
| 2013 | Goddess | Cherry    | junto a Laura Michelle Kelly, Ronan Keating, Magda Szubanski, Dustin Clare, Hugo Johnstone-Burt, Tamsin Carroll y Pia Miranda |

### Teatro
| Año                  | Obra                        | Personaje       | Director          | Teatro          | Notas                                                       |
| -------------------- | --------------------------- | --------------- | ----------------- | --------------- | ----------------------------------------------------------- |
| 2008-2010, 2014-2015 | Wicked                      | Glinda          | -                 | Capitol Theatre | junto a Maggie Kirkpatrick, Danielle Cook y Steve Danielsen |
| 2012                 | Legally Blonde: The Musical | Elle Woods      | Jerry Mitchell    | Lyric Theatre   | junto a Erika Heynatz, Cameron Daddo y Helen Dallimore      |
| 2005                 | Oklahoma!                   | Laurey Williams | Terence O’Connell | State Theathre  | junto a Nancye Hayes, Ian Stenlake y James Millar           |
| 2002                 | Mamma Mia!                  | Sophie          | Phyllida Lloyd    | Lyric Theatre   | junto a Peter Hardy, Anne Wood y Simon Gleeson              |

## Premios y nominaciones
| Año  | Categoría                                   | Premio               | Obra           | Resultado |
| ---- | ------------------------------------------- | -------------------- | -------------- | --------- |
| 2013 | Best Female Actor in a Musical              | Helpmann Award       | Legally Blonde | Ganadora  |
| 2012 | Best Actress in a Leading Role in a Musical | Judith Johnson Award | Legally Blonde | Ganadora  |
| 2009 | Best Actress in a Leading Role in a Musical | Judith Johnson Award | Wicked         | Nominada  |
| 2009 | Best Female Actor in a Musical              | Helpmann Award       | Wicked         | Nominada  |
| 2008 | Best Leading Actress in a Musical           | Green Room Award     | Wicked         | Nominada  |